# Hygronemobius liura
Hygronemobius liura är en insektsart som beskrevs av Morgan Hebard 1915. Hygronemobius liura ingår i släktet Hygronemobius och familjen syrsor. Inga underarter finns listade i Catalogue of Life.